# Nyquistovo kritérium stability
Nyqistovo kritérium stability rozhoduje o stabilitě zpětnovazebního obvodu na základě průběhu frekvenční charakteristiky obvodu s otevřenou zpětnovazební smyčkou. Lze odvodit, že obvod je stabilní jestliže:
- frekvenční charakteristika neobklopuje kritický bod -1
- bod -1 leží vlevo od narůstající frekvence.

Pokud kmitočtová charakteristika prochází bodem -1, je obvod na mezi stability.
Toto kritérium publikoval roku 1932 Harry Nyquist pro zesilovače se zápornou zpětnou vazbou, později bylo zobecněno a užívá se i v teorii regulace.

## Nyquistovo kritérium v komplexní rovině
Nyquistovo kritérium v komplexní rovině říká, že uzavřený obvod je stabilní, jestliže frekvenční charakteristika otevřeného obvodu {\displaystyle F_{0}(j\omega )} při nárůstu frekvence {\displaystyle \omega } od 0 do {\displaystyle \infty } probíhá vpravo od bodu [-1,0] v komplexní rovině. Dále mohou nastat dva další případy:
- probíhá-li charakteristika bodem [-1,0], je systém na mezi stability
- probíhá-li charakteristika vlevo od bodu [-1,0], je systém nestabilní

Nyquistovým kritériem je možné vyhodnotit i míru stability - pro stabilní systémy můžeme určit tzv. fázovou bezpečnost {\displaystyle \gamma }, případně amplitudovou bezpečnost h.

## Nyquistovo kritérium v logaritmických souřadnicích
V logaritmických souřadnicích zakreslíme amplitudovou charakteristiku a fázovou charakteristiku. Pro snadnější posouzení stability se doporučuje volit stupnice fáze tak, aby na ose frekvence byla hodnota {\displaystyle -180^{\circ }}.
Nyquistovo kritérium v logaritmických souřadnicích říká, že uzavřený obvod je stabilní, jestliže LAFCH (amplitudová charakteristika) otevřeného obvodu {\displaystyle F_{0dB}} má hodnotu 0 dB při fázi otevřeného obvodu {\displaystyle \varphi _{0}} větší (kladnější) než {\displaystyle -180^{\circ }}.
Uvedené kritérium je tzv. zjednodušené Nyquistovo kritérium, které lze použít pro systémy, u kterých otevřený obvod {\displaystyle F_{0}(j\omega )} je stabilní – většina běžných regulačních obvodů tuto podmínku splňuje.